# 媚珠
媚珠是越南古代瓯雒国的一位女性人物，她的事迹以神话形式出现。
媚珠是瓯雒国王安阳王的女儿。根据《岭南摭怪·金龟传》和《大越史记全书》的说法，南越的赵佗率军入侵瓯雒，但因为瓯雒有一把名叫“灵光金龟神机弩”的非常厉害的弩，被瓯雒大败。为破坏这把灵弩，赵佗派儿子赵仲始入赘瓯雒，娶安阳王之女媚珠为妻。仲始引诱媚珠窃取了灵弩，用其他弩取代，灵弩则被仲始偷偷带回南越。然而仲始心中思念媚珠，害怕两国交战后将会同媚珠失散。媚珠便与他约定，在战争发生以后，自己在逃跑时会将身上鹅毛锦褥的毛拔下，放在三歧路上作为标识。
后来果然赵佗进攻瓯雒，安阳王因灵弩被窃而大败，同媚珠一起逃走。至演州郡高舍社夜山畔，因前方是大海，无路可逃。此时有金龟神浮出水面，指责媚珠纵容仲始窃弩。安阳王便杀死媚珠，乘金龟入海而去。
媚珠在临死前后悔自己为爱而害父害国，死后愿意化为珠玉来洗雪耻辱。其血流入海中，蚌蛤吸取之后化为明珠。瓯雒国灭亡后，仲始将其尸体带回古螺城安葬，尸体化为了玉石。后来仲始也殉情而死。